# Olho por Olho (telenovela)
Olho por Olho foi uma telenovela brasileira produzida e exibida pela Rede Manchete entre 22 de agosto de 1988 e 6 de janeiro de 1989, em 119 capítulos, substituindo Carmem após uma reprise de Dona Beija e sendo substituída por Kananga do Japão. Escrita por José Louzeiro, com supervisão de texto de Wilson Aguiar Filho e colaboração de Geraldo Carneiro e Leila Míccolis, sob direção de Marcos Schechtman e Tânia Lamarca e direção geral de Ary Coslov e Atílio Riccó.
Conta com Renée de Vielmond, Mário Gomes, Herson Capri, Beth Goulart, Geórgia Gomide, Paulo José, Miriam Pires e Flávio Galvão nos papéis principais.

## Produção

### Antecedentes e pré-produção
Após os sucessos relativos de Corpo Santo, escrita por José Louzeiro e Carmem, Louzeiro entrega a sinopse de uma outra novela policial a José Wilker, diretor do departamento de teledramaturgia da Rede Manchete, que a aprova. Wilker se escalou para a direção da novela, escalando também Maitê Proença para interpretar a protagonista, que conseguiu manter na emissora, adiando a volta da atriz à TV Globo.
Apesar disso, a imprensa informava que a audiência satisfatória de Carmem não pagou seu investimento, deixando o saldo da novela no prejuízo e paralisando as produções de dramaturgia e entretenimento por um tempo. O horário que seria ocupado pela nova produção passa a ser ocupado por uma reprise de Dona Beija.

### Produção
Os anúncios da reprise de Dona Beija, carregados de cenas de nudez da protagonista, interpretada por Maitê Proença, fizeram a atriz sair da novela, sendo substituída por Renée de Vielmond, e focar no Programa de Domingo. 
O atraso na produção, somado às muitas restrições financeiras, fizeram com que Wilker também deixasse a emissora, sendo sua direção na novela substituída por Ary Coslov e Atílio Riccó e a direção de dramaturgia da emissora ficasse sem liderança até a chegada de Jayme Monjardim.

## Enredo
A viúva Ana e os quatro filhos – Justo, Máximo, Caio e Júlio – chegam ao Rio de Janeiro após o assassinato do marido, onde cada um toma um rumo diferente. Máximo, sem emprego, entra no mundo da prostituição com o amigo Rico e se envolve num triângulo amoroso com a prostituta Paula e a publicitária Bárbara, que trabalha na campanha de Antônio Barjal, um poderoso mafioso que tenta alçar uma carreira política e deseja obsessivamente a funcionária. Caio se torna jockey; Júlio entra para uma religião extremista para desgosto da noiva Débora; já Justo se apaixona por Marina, moça que, tentando investigar quem é seu pai, descobre que foi adotada por Elisa, nem imaginando que é filha da rica Leonor, que a abandonou por ser fruto de um caso com Barjal. 
Por fim a viúva Ana, que redescobre o amor com o professor Marcelo e o disputa com a vizinha Fernanda. Ainda há Marlene, que vive um casamento falido com Barjal e tem um caso com o fotógrafo Rodrigo; Lucas, um detetive particular atrapalhado que nunca resolve nada; a irmã dele Ioná, uma estudante intelectual que se interessa pelo gigolô Rico; e o drama da prostituta transexual Dinorá.

## Elenco
| Ator                | Personagem                                    |
| ------------------- | --------------------------------------------- |
| Renée de Vielmond   | Bárbara Zimmer                                |
| Mário Gomes         | Máximo Falcão                                 |
| Herson Capri        | Antônio Barjal                                |
| Flávio Galvão       | Justo Falcão                                  |
| Maria Padilha       | Marina Cavalcante / Marina Albuquerque Barjal |
| Geórgia Gomide      | Ana Falcão                                    |
| Paulo José          | Marcelo Fernandes                             |
| Miriam Pires        | Fernanda                                      |
| Beth Goulart        | Paula / Angeline                              |
| Alexandre Frota     | Rico                                          |
| Daniel Dantas       | Lucas Pádua de Freitas                        |
| Mariana de Moraes   | Marlene Albuquerque Barjal                    |
| Sônia Clara         | Leonor Albuquerque                            |
| Ângela Vieira       | Elisa Cavalcante                              |
| Jonas Bloch         | Capitão Flores                                |
| Sérgio Viotti       | Eliseu Pádua de Freitas                       |
| Thaís Portinho      | Ana Lídia Pádua de Freitas                    |
| Luciana Braga       | Ioná Pádua de Freitas                         |
| Caíque Ferreira     | Caio Falcão                                   |
| Nehemias Demutcha   | Júlio Falcão                                  |
| Antônio Pitanga     | Detetive Baba Ovo                             |
| José Dumont         | Delegado Eurípedes Peçanha                    |
| Analu Prestes       | Delegada Belisa                               |
| Nelson Dantas       | Detetive Hugo Peres                           |
| Fernando Eiras      | Rodrigo Del Vecchi                            |
| Ivan Setta          | Edgard Zebrado                                |
| Ruy Rezende         | Eládio Valverde                               |
| Thelma Reston       | Laura Jane Valverde                           |
| Zaira Zambelli      | Débora                                        |
| Cláudia Celeste     | Dinorá                                        |
| Felipe Wagner       | Gester                                        |
| Nildo Parente       | Cafi                                          |
| Monah Delacy        | Lenira                                        |
| Isio Ghelman        | Miro                                          |
| Antônio Grassi      | Heleno                                        |
| Fátima Freire       | Suzy                                          |
| Roberto Frota       | Treinador Dudu                                |
| José Maria Monteiro | Xavier                                        |
| Francisco Dantas    | Xerém                                         |
| Guida Viana         | Maribel                                       |
| Mariah da Penha     | Penha                                         |
| Lourdes de Moraes   | Fátima                                        |
| Vic Militello       | Germana                                       |
| Richard Righetti    | Teixeira                                      |
| Sônia Esper         | Das Dores                                     |
| Breno Bonim         | Padre Pedro                                   |
| Leila Ribeiro       | Clara                                         |
| Procópio Mariano    | Mirinha                                       |

### Participações especiais
| Ator               | Personagem         |
| ------------------ | ------------------ |
| Henrique Martins   | Horácio Falcão     |
| Ana Lúcia Torre    | Lúcia              |
| Maria Fernanda     | Henriqueta Del Rio |
| Juliana Carneiro   | Gina Ferraz        |
| Jece Valadão       | Mazano             |
| Eri Johnson        | Casca              |
| Maria Sílvia       | Maria Carla        |
| Tonico Pereira     | Gentil             |
| Darcy de Souza     | Carolina           |
| Tony Ferreira      | Félix Pompeu       |
| André Barros       | Xuxa               |
| Maria Lúcia Dahl   | Maria Augusta      |
| Hélio Souto        | Waldemar           |
| Chris Couto        | Janaína            |
| José Mojica Marins | Lúcio Fera         |
| Darcy de Souza     | Carolina           |
| Valéria Seabra     | Safo               |
| Eduardo Guerra     | Cícero             |
| Rosimar de Melo    | Lola               |
| Claudioney Penido  | Jacaré             |
| Marcos Moura       | Ériko              |
| Humberto Martins   | Repórter           |